# Jens Grand
Jens Grand (detto Firebug in basso-tedesco Fürsate, in svedese Fursat) (1260 circa – Avignone, 29 maggio 1327) è stato un arcivescovo cattolico danese, titolare dell'antica arcidiocesi di Lund dal 1289 al 1302.

## Biografia
Grande era figlio di Torbern Hvide, un ufficiale della corte reale danese, e di Caecilie Skjalmsdatter, una sorella di Peder Bang, vescovo di Roskilde. Bang e Caecilie erano anche membri del clan Hvide, che entrò in conflitto con il trono danese tramite il regicidio di Stig Andersen Hvide nei confronti del re Eric V nel 1286. Egli studiò all'Università di Parigi e ricevette una laurea in diritto canonico. Intorno al 1280 ricevette una prebenda come canonico della cattedrale di Roskilde e nel 1283 avanzò al posto di prevosto della cattedrale. 
Grand fu probabilmente complice nel regicidio. Forse la sua donazione di dodici prebendari alla Cattedrale di Roskilde, che papa Nicolò IV confermò nel 1288, è da intendersi come espiazione del peccato. Il 27 luglio dello stesso anno, Ingvar vescovo di Roskilde, gli donò il castello di Selsø Slot (parte dell'attuale Skibby).
Egli divenne poi arcivescovo di Lund, di Riga e Terra Mariana (1304–1310) e Principe-arcivescovo di Brema (con il nome di Giovanni I 1310-1327), noto come figura centrale della seconda lotta ecclesiastica in Danimarca nel tardo XIII secolo. Fu un eccezionale giurista specialista in diritto canonico.